# 久留島武彦
久留島 武彦（くるしま たけひこ、1874年6月19日 - 1960年6月27日）は、日本の児童文学者。

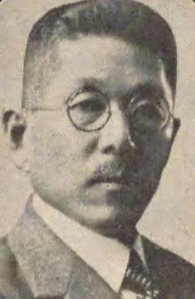
久留島武彦

大分県玖珠郡森町（現・玖珠町）出身。童謡『夕やけ小やけ』の作詞者でもあり、中野忠八や忠八の弟で久留島の娘婿の久留島秀三郎らとともに日本のボーイスカウト運動の基礎作りにも参画した。運動の一環として訪れたアンデルセンの生地などでアンデルセンの復権を訴え、心を動かされたデンマークの人々から「日本のアンデルセン」と呼ばれた。出身地の玖珠町では、「くるしま童話名作選」をモチーフとしたクッキーが販売されている。

## 来歴
村上水軍の末裔である来島通総の子孫で、森藩9代の藩主・久留島通容の孫でもある。父・久留島通寛（みちひろ）（森藩10代藩主・久留島通明の弟）、母・恵喜の長男として森町に生まれた。
1887年、大分中学（現・大分県立大分上野丘高等学校）に入学する。久留島はそこで英語教師をしていたアメリカ人宣教師のS・H・ウェンライトと出会い、ウェンライト夫妻の影響もあり日曜学校で子供たちにお話を語る楽しさを知り、キリスト教の洗礼を受けた。ウェンライトの転勤と共にウェンライトのいる関西学院に転校し、同校を卒業する。
1894年、日清戦争勃発に伴い東京近衛師団近衛歩兵第1連隊に入隊。1895年、尾上新兵衛（おのえ しんべえ）のペンネームで戦地から投稿した作品が、雑誌『少年世界』に連載される。1896年、木戸忠太郎の紹介で尾崎紅葉と出会い、尾崎紅葉から『少年世界』の主筆巖谷小波を紹介される。以後、小波が亡くなるまで恩師と思い慕い続けた。1897年、小波を中心とする木曜会を立ち上げ、童話作品を発表する。1898年、神戸新聞に就職するも、翌年軍事彙報社へ転職。
1901年、大阪毎日新聞社へ入社。1903年、横浜貿易新報社に入社。同年、日本初の口演童話会を開催し、日本全国で童話を語り聞かせた口演童話活動を本格的に開始する。この活動で訪ねた幼稚園・小学校は6,000を超えた。同年、中央新聞社に入社。1906年3月、お伽倶楽部を設立し、定例口演童話会を開催。同年9月、博文館に入社し、少年世界講話部主任となる。1908年、朝日新聞社主催の日本初の世界一周旅行に通訳として、野村徳七らと参加する。
1910年、東京青山に早蕨幼稚園を開設し、桃太郎主義教育を提唱する。1911年、お伽倶楽部の機関誌『お伽倶楽部』を創刊。1913年、初の創作童話集『久留島お伽講壇』を出版する。同年、日本で初めてピースをして写真を撮ったとされる。
1923年、厳谷小波、高島平三郎、野口雨情らと共に、児童音楽研究会を設立する。1924年、デンマークで行われたボーイスカウトの第2回世界ジャンボリーに、日本の派遣団副団長として参加した。このときアンデルセンの生地であるオーデンセを訪れ、アンデルセンの生家が物置同然に扱われている事や、アンデルセンの墓が手入れもされず荒れ放題だったことに心を痛め、地元新聞をはじめ、行く先々でアンデルセンの復権を訴えた。これに心動かされたデンマークの人々は久留島のことを「日本のアンデルセン」と呼ぶようになった。1926年、デンマーク国王クリスチャン十世からダンネブロウ四等勲章を授与される。
1945年、東京にある久留島の自宅と早蕨幼稚園が空襲で焼失してしまう。1949年、傳香寺の境内に建てた「香積庵」に転居。1950年、玖珠町旧久留島氏庭園内に武彦童話活動50年を記念する童話碑が建立され、同年5月5日、除幕式の後、第1回日本童話祭が開催される。1958年、話し言葉による童話を確立し、児童文化の向上に貢献したことによって紫綬褒章を授章する。
1960年、内臓がんにより神奈川県逗子市にて逝去。戒名は禅機院殿誠心話徳童訓大居士。玖珠町の安楽寺に墓がある。

## 著書
- 『国民必携陸軍一斑』博文館 日用百科全書 1899
- 『戦塵 軍事小説』尾上新兵衛 文武堂 1900
- 『脚本「蛙三の笛」 趣味教育お伽芝居』久留島武彦 (尾上新兵衛) お伽倶楽部 1906
- 『御局生活 明治の女官』文禄堂 1907
- 『お伽五人噺』編 教文館 1911
- 『久留島お伽講壇』冨山房 1913
- 『三郎の飛行船』東華堂 お伽講話 1913
- 『鼻なし村』東華堂 お伽講話 1913
- 『夢の行方』東華堂 お伽講話 1913
- 『新文明主義 附・雄弁術』先憂会出版部 1916
- 『通俗雄弁術』広文堂書店 1916
- 『長靴の国』丁未出版社 1923
- 『童話術講話』日本童話協会出版部 1928
- 『水雷勇士』新潮社 1932
- 『久留島名話集 童話』東洋図書 1934
- 『友垣 童話』清水良雄絵 朝日新聞社 1936
- 『神武天皇の御東征 肇国物語』鈴木朱雀絵 日向書房 1943
- 『大楠公と恩師滝覚坊 忠魂と師魂』日向書房 1943
- 『海の学鷲帆足予備中尉』日向書房 1944
- 『久留島武彦童話選集』三木信一絵 推古書院 1950
- 『久留島武彦資料集』全4巻 大分県教育委員会 2003
- 『くるしま童話名作選』全7巻 幻冬舎メディアコンサルティング 2011-16

## 伝記
- 草地勉『メルヘンの語部 久留島武彦の世界』西日本新聞社 1978
- 大分県立先哲資料館編『久留島 武彦 著作目録・講演活動記録』大分県教育委員会 2004
- 金成妍『久留島武彦評伝 日本のアンデルセンと呼ばれた男』求龍堂 2017
- 金成妍、久留島武彦記念館（監）『チャンスはハゲおやじ 久留島武彦の心を育てる名言集』梓書院 2020
- 大分県先哲叢書『久留島武彦ー児童文化の開拓者ー』大分県教育委員会2005

## 関連事項
- 日本の小説家一覧
- 児童文学作家一覧

- 久留島武彦文化賞：財団法人日本青少年文化センターが主催する賞で、児童文化振興に功績のあった個人、団体に贈られる。
- 童話碑：大分県玖珠町三島公園内。1950年（昭和25年）に久留島武彦の童話生活50年を記念して建てられた。毎年5月5日には日本童話祭が開かれる。
- 久留島武彦記念館：大分県玖珠町森地区
- 久留島武彦先生寓居跡の碑：奈良県奈良市傳香寺
- 蘆谷蘆村（久留島と同じクリスチャン童話作家）